# 石笔木属
石笔木属（学名：Tutcheria）是茶科下的一个属，为常绿乔木植物。该属共有20种，分布于中国南部及西南部各省区。